# Greater-Bendigo-Nationalpark
Der Greater-Bendigo-Nationalpark ist ein Nationalpark im Zentrum des australischen Bundesstaates Victoria, 130 km nordwestlich von Melbourne um die Stadt Bendigo. Der 170 km² große Park besteht aus zwei Teilen, der größere davon im Norden der Stadt, nördlich von Eaglehawk, der wesentlich kleinere unmittelbar südlich von Bendigo.

## Vegetation
Der Park entstand 2009 aus dem Whipstick State Park, dem Kamarooka State Park, dem One Tree Hill Regional Park, dem Mandurang State Forest und dem Sandhurst State Forest. Im Wesentlichen besteht der Park aus dichtem und lockeren Eukalyptuswald. Die vorherrschenden Eukalyptustypen sind der Box-Ironbark, der Broombush Mallee und der Kamarooka Mallee. Besonders bekannt ist der Park für seine bunten Wildblumen im Frühjahr.

## Geschichte
Ursprünglich war das Land um die heutige Stadt Bendigo jahrtausendelang vom Aboriginesstamm der Dja Dja Wurrung besiedelt. Ihre Nachfahren kümmern sich heute im Rahmen der Dja Dja Wrung Aboriginal Association, Inc. um die Bewahrung des Erbes ihrer Vorfahren.
In den 1830er- und 1840er-Jahren besiedelten zunächst europäisch-stämmige Schafzüchter die Gegend. In den 1850er-Jahren begann der Goldrausch und die Goldgräber gruben das Land Stück für Stück um. Heute noch kann man im Park viele Spuren dieser Goldsucher finden, zum Beispiel Stollen, Dämme und alte Umleitungsstrecken für Bäche.
Später wurde dann die Eukalyptusölindustrie neben der Holzkohleherstellung der entscheidende Wirtschaftszweig dieses Landes, besonders im nördlichen Teil des heutigen Nationalparks um Kamarooka. So gingen durch Holzeinschlag bis heute 83 Prozent des für diese Region typischen Box-Ironbark-Waldes verloren.